# 費尼斯城堡

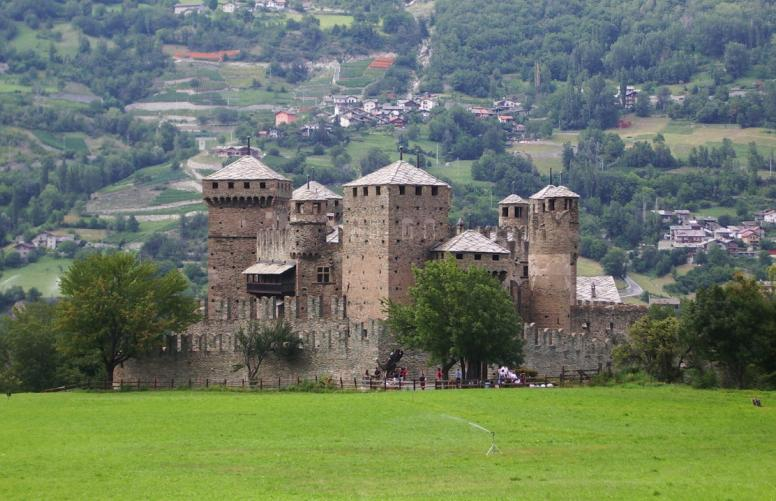
城堡远观

費尼斯城堡（義大利語：Castello di Fénis）是位於義大利北部城市費尼斯的一座中世紀時期的城堡，也是瓦萊達奧斯塔大區最著名的城堡之一，城堡建築和其的眾多塔樓以及城垛的牆壁使得費尼斯城堡成為這一地區最主要的觀光景點之一。

## 外部連結
- Fénis castle on www.lovevda.it （页面存档备份，存于） (multilingual)
- Le château de Fénis （法文） （意大利文）
- Fénis unofficial tourism website （页面存档备份，存于） （英文） （法文） （意大利文）